# Never Ever (chanson d'All Saints)
Pour les articles homonymes, voir Never Ever.
Singles de All Saints
I Know Where It's At
(1997) Under the Bridge / Lady Marmalade
(1998)
Never Ever est une chanson interprétée par le girl group britanno-canadien All Saints, écrite et composée par Shaznay Lewis, Robert Jazayeri et Sean Mather, avec une musique inspirée de la mélodie d'Amazing Grace.
Elle est sortie en single le 17 novembre 1997 comme deuxième extrait de l'album All Saints.
Never Ever est le plus grand succès commercial du groupe, il se classe no 1 dans plusieurs pays. Au Royaume-Uni, le single s'est écoulé à 1 600 000 exemplaires, en tenant compte des équivalents ventes en streaming, selon The Official Chart Company en mai 2021.

## Distinctions
Never Ever est récompensé par deux fois aux Brit Awards 1998 en remportant les trophées du Meilleur single britannique et de la Meilleure vidéo britannique,.

## Clips
Deux clips ont été tournés pour la chanson. Le premier, réalisé par Sean Ellis, est dévoilé lors de la sortie du single en 1997. Le second, réalisé pour la promotion en Amérique du Nord en 1998, est l'œuvre d'Andy Delaney et Monty Whitebloom sous le nom de Big T.V..

## Classements hebdomadaires
| Classement (1997-1998)                  | Meilleure position |
| --------------------------------------- | ------------------ |
| Allemagne (GfK Entertainment)           | 18                 |
| Australie (ARIA)                        | 1                  |
| Autriche (Ö3 Austria Top 40)            | 7                  |
| Belgique (Flandre Ultratop 50 Singles)  | 4                  |
| Belgique (Wallonie Ultratop 50 Singles) | 16                 |
| Canada (RPM Top Singles)                | 7                  |
| Écosse (OCC)                            | 1                  |
| États-Unis (Billboard Hot 100)          | 4                  |
| Finlande (Suomen virallinen lista)      | 12                 |
| France (SNEP)                           | 4                  |
| Irlande (IRMA)                          | 2                  |
| Norvège (VG-lista)                      | 6                  |
| Nouvelle-Zélande (RMNZ)                 | 1                  |
| Pays-Bas (Nederlandse Top 40)           | 4                  |
| Pays-Bas (Single Top 100)               | 4                  |
| Royaume-Uni (UK Singles Chart)          | 1                  |
| Royaume-Uni (UK R&B Chart)              | 1                  |
| Suède (Sverigetopplistan)               | 3                  |
| Suisse (Schweizer Hitparade)            | 4                  |

## Certifications
| Pays                    | Certification | Date       | Unités certifiées |
| ----------------------- | ------------- | ---------- | ----------------- |
| Australie (ARIA)        | 2 × Platine   | 1998       | 140 000           |
| Belgique (BEA)          | Or            | 20/03/1998 | 25 000            |
| Nouvelle-Zélande (RMNZ) | Or            | 02/1998    | 5 000             |
| Royaume-Uni (BPI)       | 3 × Platine   | 06/09/2024 | 1 800 000         |
| Suède (GLF)             | Or            | 05/03/1998 | 15 000            |
| Suisse (IFPI)           | Or            | 1998       | 25 000            |